# Francisco Esteva
Francisco Esteva, (nacido el 28 de febrero de 1923 en Barcelona, Cataluña) es un exjugador de baloncesto español. 

## Trayectoria
Ingresó en edad infantil en el CADCI, y en 1934 se inicia una larga carrera con el Laietà, llegando en 1940 al primer equipo, donde gana una Copa en el año 1942. Tiene un breve paréntesis en el Español, donde juega por espacio de 2 años antes de volver a su casa, el Laietà Basket Club, donde estaría 7 años más, hasta su retirada en el año 1952.